# Puszcze Szczecińskie

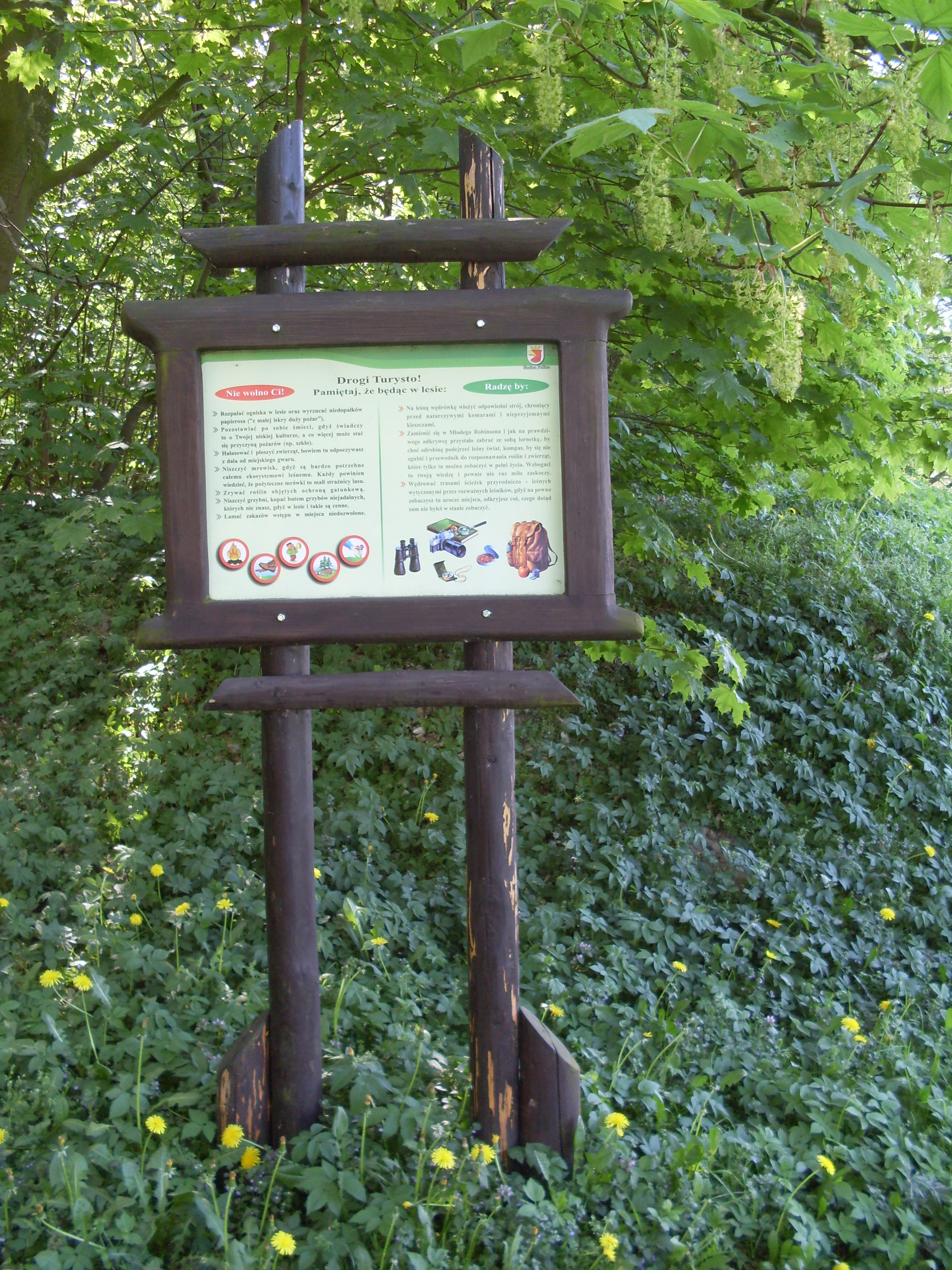
Ekologiczna Ścieżka Rekreacyjno-Dydaktyczna w Policach

Puszcze Szczecińskie – jeden z 25 polskich leśnych kompleksów promocyjnych mających na celu przybliżanie społeczeństwu wiedzy o lesie i jego racjonalnym zagospodarowaniu, a także testowanie i wprowadzanie do praktyki nowych zasad i metod zagospodarowania i wykorzystania zasobów leśnych.

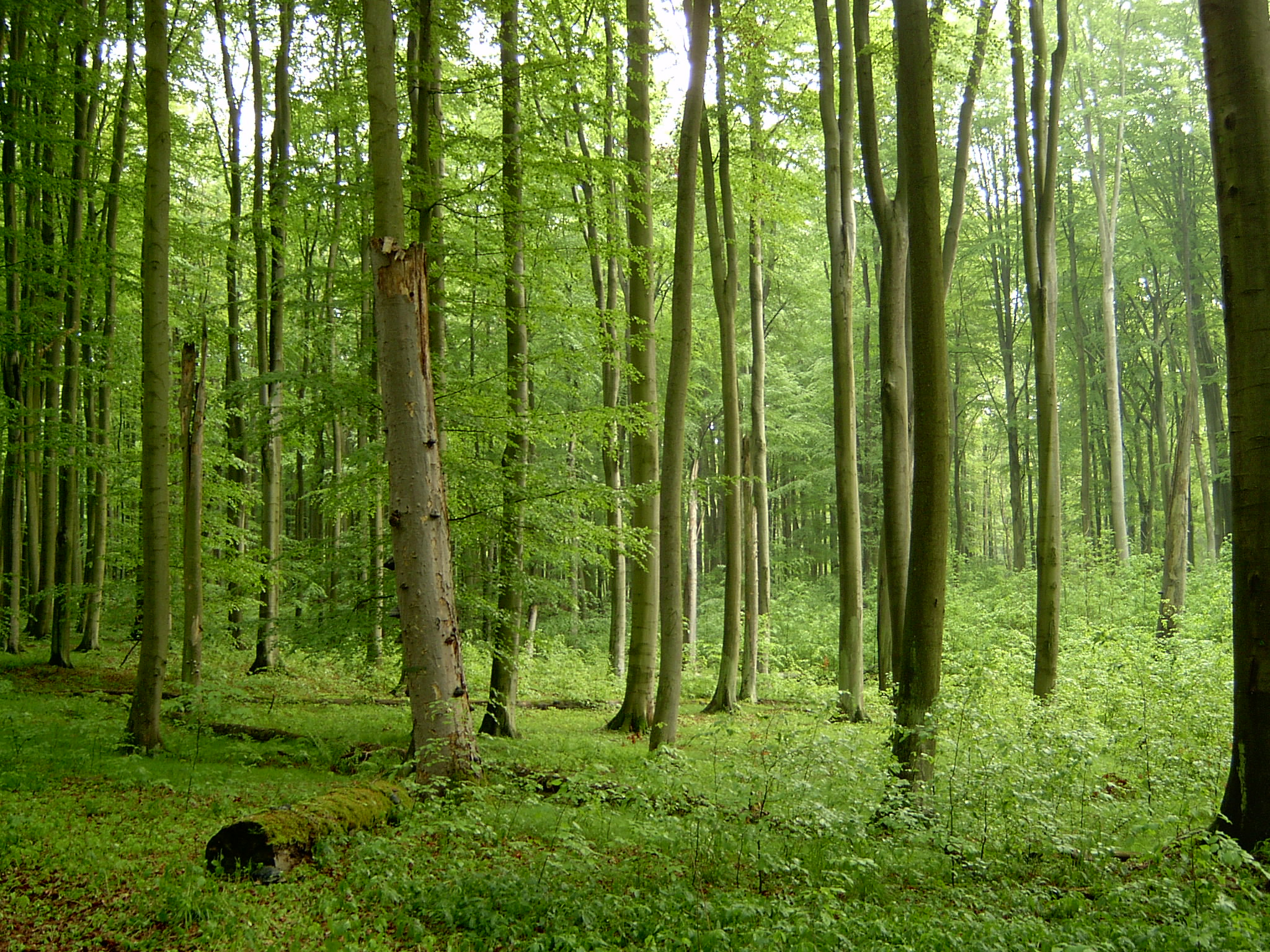
Buczyna w rezerwacie Źródliskowa Buczyna w Puszczy Bukowej

## Obszar
Leśny kompleks promocyjny utworzony został zarządzeniem nr 18 Dyrektora PGL Lasy Państwowe 1 lipca 1996 początkowo pod nazwą Lasy Puszczy Bukowej i Goleniowskiej (obejmował obręb Rozdoły Nadleśnictwa Gryfino oraz Nadleśnictwo Kliniska).
Zarządzeniem nr 63 GDLP z 14 października 2004 w sprawie Leśnego Kompleksu Promocyjnego Puszcze Szczecińskie obszar zmienił nazwę i powierzchnię obejmując 61.070 ha (w tym: obręb Rozdoły Nadleśnictwa Gryfino – 9.742 ha; Nadleśnictwo Kliniska – 23.844 ha; Nadleśnictwo Trzebież – 24.974 ha; Lasy Miejskie miasta Szczecin – 2.780 ha oraz Ośrodek Dydaktyczno-Muzealny „Świdwie” w Bolkowie).